# Греј Самит (Мисури)
Греј Самит (енгл. Gray Summit) насељено је место без административног статуса у америчкој савезној држави Мисури.

## Демографија
По попису из 2010. године број становника је 2.701, што је 61 (2,3%) становника више него 2000. године.
| Група             | 2000.         | 2010.         |
| Белци             | 2.575 (97,5%) | 2.545 (94,2%) |
| Афроамериканци    | 10 (0,4%)     | 30 (1,1%)     |
| Азијати           | 4 (0,2%)      | 22 (0,8%)     |
| Хиспаноамериканци | 9 (0,3%)      | 56 (2,1%)     |
| Укупно            | 2.640         | 2.701         |